# Калишское воеводство (1816—1837)

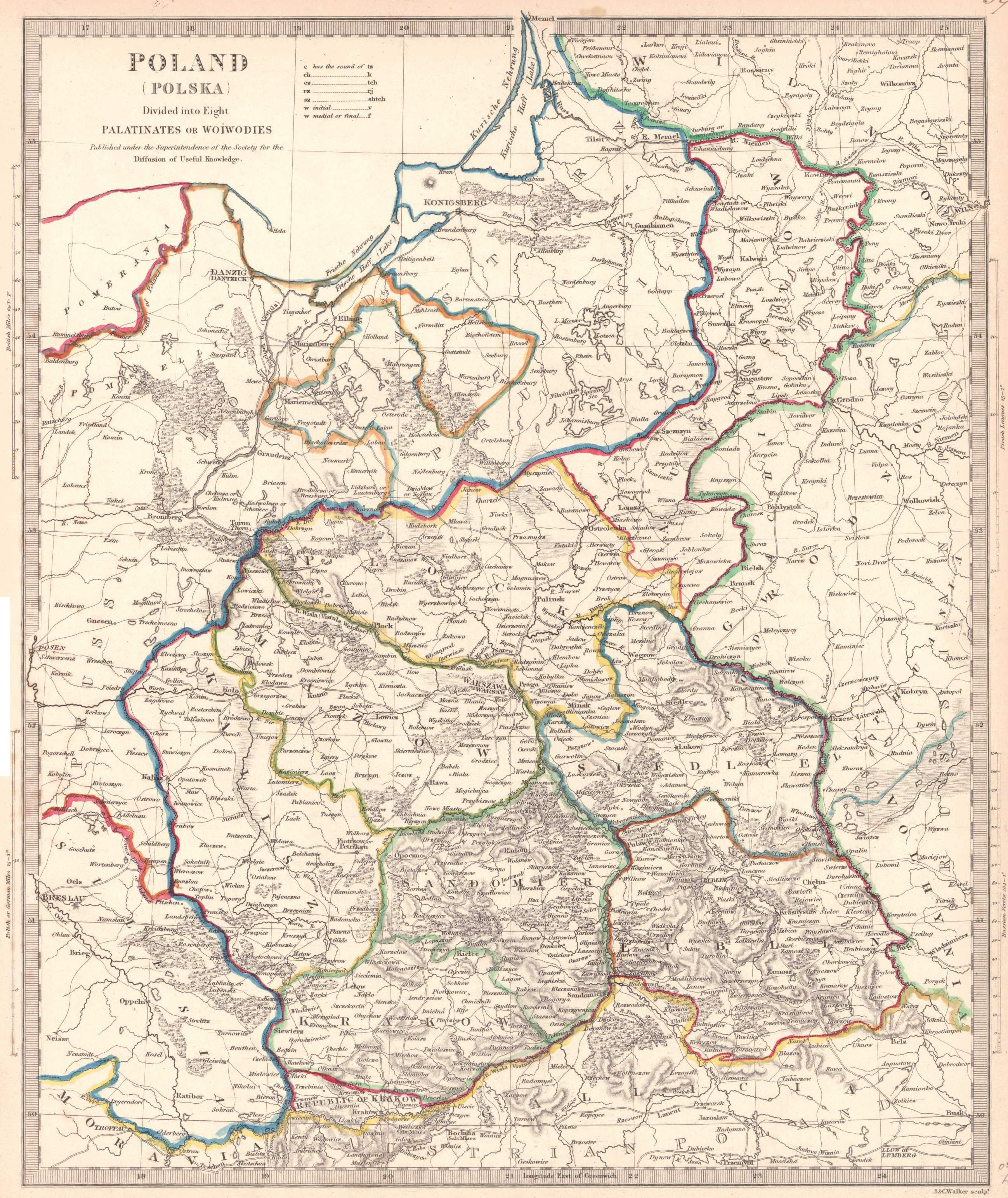
Царство Польское в 1831 году

Калишское воеводство (пол.  Województwo kaliskie) — воеводство Царства Польского в составе Российской империи, существовавшее в 1816—1837 годах. Административный центр — г. Калиш.

## Административное деление
В административном отношении воеводство делилось на 8 областей и 11 повятов.

## История
Земля Калишская составляла первоначально часть Великой Польши, вместе с которой при разделе государства Болеславом III Кривоустым досталась сыну его, Мечиславу Старому.
При разделе Великой Польши в 1247 году между правнуками Мешко III земля перешла к Болеславу Набожному и образовала в его владении отдельное княжество. Племянник Болеслава, Пшемысл II, соединил Калиш с княжествами Гнезненским и Познанским, а когда он стал королём, Калишская земля составила в ряду коронных земель воеводство, которое и просуществовало до самого падения Польши. Сперва оно состояло из 6 повятов, но в 1768 г. два из них вошли в состав особого воеводства, Гнезненского. Сеймик у Калишского воеводства был общий с воеводством Познанским.
Калишское воеводство входило в состав Великопольской провинции. При третьем разделе Речи Посполитой оно перешло к Пруссии, затем входило в состав Варшавского герцогства и, наконец, присоединено к Царству Польскому.
Упразднено Калишское воеводство указом императора Николая I 23 февраля / 7 марта 1837 г. Вместо него в 1837 году создана Калишская губерния.

## Источник
- Калишское воеводство // Энциклопедический словарь Брокгауза и Ефрона : в 86 т. (82 т. и 4 доп.). — СПб., 1890—1907.